# Jožin z bažin
»Jožin z bažin« (češko dobesedno Jožin iz močvirja) je pesem in sedmi singl skupine Banjo Band iz leta 1977. Pesem je originalno izšla na albumu Nashledanou in na singlu skupaj s pesmijo »Ušní Příhoda«. Tako doma kot v tujini velja za njihovo najbolj znano pesem.
Na albumu Guten Tag! je izšla nemška različica pesmi z naslovom »Schlemihl Emil«.
Skupina je zaradi internetne priljubljenosti (predvsem na Poljskem) leta 2008 izdala album Jožin z bažin w Polsce, ki poleg naslovne pesmi vsebuje še nekaj drugih različic pesmi z besedilom v poljščini.

### Singl
| A stran | A stran                       | A stran |
| Št.     | Naslov                        | Dolžina |
| ------- | ----------------------------- | ------- |
| 1.      | „Jožin z bažin‟ (Ivan Mládek) | 2:33    |

| B stran | B stran                      | B stran |
| Št.     | Naslov                       | Dolžina |
| ------- | ---------------------------- | ------- |
| 1.      | „Ušní Příhoda‟ (Ivan Mládek) | 1:57    |

## Zasedba
- Ivan Mládek – vokal, banjo, kazoo
- Ivo Pešák – vokal
- Tomáš Procházka – bobni
- Petr Kaňkovský – kitara
- Jan Bošina – zvočni efekti
- Václav Dědina – bas kitara
- Pavel Skála – harmonika

## Nastanek pesmi
Pesem je nastala po naročilu zlinskega glasbenika Zdenka Navrátila. Maskota Navrátilove glasbene skupine je bil prav Jožin. Mládku je naročil, da mu napiše pesem, ki bi poslušalcem predstavila maskoto benda. V zameno naj bi Mládek prejel pletenko slivovke.
Pesem je parodija na srednjeveške legende o potujočih vitezih, ki v zameno za ubitega zmaja prejmejo roko kraljeve hčere in pol kraljestva. Protagonistu pesmi župan vasi ob Vizovicah v zameno za ujetega Jožina, ljudožero pošast iz močvirja, obljubi roko svoje hčere in polovico vaške obdelovalne zemlje.

## Glasbeni video
Banjo Band je glasbeni video posnel za neko televizijsko oddajo. Snemanje je potekalo hitro in brez priprav. Uporabili so nekatere značilnosti iz njihovih nastopov. Največja sprememba je bila, da Mládek v videu ne igra banja. Video je bil tudi glavni razlog, da je pesem postala zelo priljubljena na Poljskem.
Ob uvodu vsake kitice je v kadru Jan Bošina, ki z ustami v kravji zvonec proizvaja kazooju podobne zvoke. Čez vso kitico je v kadru Ivan Mládek, ki brez sicer slišanega banja povsem negibljivo stoji na mestu in poje. Pri refrenu se mu pridruži Ivo Pešák, ki poje drugi pevski part, poleg tega pa izvaja nenavadne plesne gibe. Ob zadnjem refrenu je prikazan Ladislav Gerendáš, ki stopi pred band in s tiščanjem ust ob stekleno ploščo naredi čuden obraz, zatem pa steklo stisne k sebi in stopi iz kadra. Po zaključku zadnjega refrena Mládek zaigra solo na kazoo.
Za isto oddajo sta bila posneta še videospota za pesmi »Kráva v mlékárně« in »Koukejte Vycouvat«.

## Slovensko besedilo
| Jožek z barja Šibam z avtom taborit gor nad lepe Šmarje. V naglici riskiram, peljem se čez barje. Tam divja prikazen, tam skače strašni možek, žre predvsem Ljubljančane, ime mu je pa Jožek. Jožek z barja skoz' morost se plazi, Jožek z barja k vasi se priplazi Jožek z barja že zobe si brusi, Jožek z barja, kolješ, daviš, gnus si. Tega Jožka z barja, kdo bi se le spomnil tó, uženemo le z gnojem, z letala na glavó. Vozil sem se skozi vas po poti k Vrtači. Me pričakal je župan, mi rekel pri pijači: "Živega al´ mrtvega, kdor Jožka mi pripelje, temu jaz dam za ženó hčer in še pol srenje". Jožek z barja skoz' morost se plazi, Jožek z barja k vasi se priplazi Jožek z barja že zobe si brusi, Jožek z barja, kolješ, daviš, gnus si. Tega Jožka z barja, kdo bi se le spomnil tó, uženemo le z gnojem, z letala na glavó. "Daj letalo mi župan in umetni gnoj, brez problema ti pripeljem Jožeka takoj". Župan je prec privolil, v nébo sem vzletél, z gnojem Jožka zaprašil, zdaj sem z njim pomél. Jožek z barja že je čisto bel, Jožek z barja z morosta je ušel, Jožek z barja stopil je na kamen, Jožek z barja, zdaj je z njim pa amen. Jožka sem dohitel, že držim ga res močnó, v živalski vrt prodam ga, vsak denar prav prišel bó. |